# Station de sports d'hiver de Slavsko
La station de sports d'hiver de Slavsko  est une station de ski de taille moyenne située à proximité immédiate de Slavske (en ukrainien: Славське), dans le raion de Skole, dans l'Oblast de Lviv, dans le sud-ouest de l'Ukraine.
Slavsko a été fondée en 1 574. Entre 1919 et 1939, plusieurs remontées mécaniques furent construites à Slavsko et dans les environs, principalement sur le mont Pogar. Des tremplins de saut à ski y furent également construits.
Le domaine skiable est réparti en plusieurs sous-domaines, non reliés entre eux autrement que par la route : 
- Mont Trostian (1 232 m). Avec près de 20 km de pistes, il s'agit du deuxième plus vaste domaine d'Ukraine, après celui de Bukovel. Les pistes ont été dessinées sur tous les versants de la montagne.
- Mont Menchyl. Ce domaine de près de 4 km de pistes est desservi par deux téléskis partant soit du village Varshava (Варшава), soit de Grabovets (Грабовець).
- Politekh (Mont Kremin' (Кремінь)). Petit domaine (environ 2,5 km de pistes) adapté plus particulièrement aux débutants.
- Mont Pogar (Погар, 659 m)). Le domaine, desservi par deux téléskis, compte près de 3 km de pistes entre 502 et 659 mètres d'altitude.

Des compétitions de ski internationales ont déjà eu lieu à Slavsko.